# Decoroso Bonifanti
Decoroso Bonifanti (Chiavari, 24 giugno 1861 – Chiavari, 18 ottobre 1941) è stato un pittore e scenografo italiano.

## Biografia
Allievo di Andrea Gastaldi e di Pier Celestino Gilardi all'Accademia Albertina di Torino, ultimati gli studi emigrò in Argentina nel 1889. Si stabilì nel quartiere La Boca di Buenos Aires dove aprì una bottega in cui si formarono alcuni tra i maggiori pittori argentini, come Emilio C. Agrelo, Cupertino del Campo e Antonio Alice.
Attivo nel paese sudamericano fino al 1894, realizzò diverse opere pittoriche e murali, come quello fatto all'Hotel de Inmigrantes di Buenos Aires. Rientrato in Italia, dal 1908 al 1914 lavorò come scenografo alla casa di produzione cinematografica Ambrosio Film, dalla quale venne poi licenziato a causa delle troppe assenze.
Attivo fino ai primi anni trenta in varie mostre ed esposizioni, si ritirò nel suo paese natale, ove morì nel 1941.